# Вища аудиторська інституція
Ви́ща ауди́торська інститу́ція – незалежна установа національного рівня, яка здійснює аудит діяльності уряду. Більшість вищих органів фінансового контролю засновано в конституції держави, а їхні повноваження додатково уточнюються в національному законодавстві. Вищі органи аудиту відіграють важливу роль у забезпеченні нагляду та підзвітності в країні, контролюючи використання державних коштів і перевіряючи якість і точність фінансової звітності уряду. Вони також сприяють боротьбі з корупцією. Залежно від країни вищий контрольний орган може називатися судом аудиту (поширений у Європі та її колишніх колоніях), генеральним аудитором (поширений в англосфері ) або аудиторською радою (у деяких країнах Азії). Майже кожен вищий контрольний орган у світі є членом Міжнародної організації вищих контрольних органів, яка працює над встановленням і розповсюдженням міжнародних стандартів і передового досвіду.
У деяких країнах, наприклад у Тайванському контрольному юані, аудиторська установа може становити окрему незалежну гілку влади на додаток до більш типових виконавчої, законодавчої та судової гілок.